# Hans Philipp Ehrenberg
Pour les articles homonymes, voir Ehrenberg.
Hans Philipp Ehrenberg (Altona, 1883 ― Heidelberg, 1958) est un théologien protestant allemand. Cofondateur de l’Église confessante (allem. Bekennende Kirche), poursuivi en raison de son origine juive et de son opposition résolue aux nationaux-socialistes, il saisit l’occasion d’émigrer vers l’Angleterre en 1939.

## Biographie

### De 1883 à 1914
Né dans une famille de Juifs émancipés, Hans Ehrenberg fréquente de 1898 à 1900 le Christianeum (lycée d’humanités classiques) à Altona, puis passa son abitur au Lycée Guillaume (Wilhelm-Gymnasium) de Hambourg en 1902. Il entreprit ensuite des études de droit et de sciences politiques à Göttingen, Berlin, Heidelberg et Munich. Par son mémoire de fin d’études, rédigé en 1906, qui traite de la situation des ouvriers sidérurgistes dans la Ruhr, son intérêt pour le sort des ouvriers se révèle déjà clairement. Après son service militaire en 1907-1908, il poursuit ses études à Heidelberg, vouées cette fois à la philosophie, qu’il clôture en 1909 par l’obtention d’un deuxième diplôme, puis par l’agrégation en 1910. Cette même année, il se fait privat-docent (professeur non titularisé) de philosophie à Heidelberg. L’année précédente, à Berlin, Ehrenberg se fait baptiser protestant évangélique, encouragé en cela par son cousin Franz Rosenzweig, auquel le lie alors une étroite amitié. En 1913, il épouse la professeure de lycée Else Anna Zimmermann (1890–1970).

### De 1914 à 1933
Pendant la Première Guerre mondiale, Ehrenberg est d’abord sous-officier, puis obtient, à la fin 1914, le grade de lieutenant. Il est décoré de la Croix de fer de deuxième classe, ainsi que de l’Ordre badois (Ordre du Lion de Zähringen) de deuxième classe. Pendant les combats, il considère la guerre comme une légitime guerre de défense ; l’armistice signé, il change radicalement sa vision des choses, dénonçant désormais les crimes de la guerre et la culpabilité allemande. En 1918, il adhère au parti social-démocrate allemand SPD, sous l’étiquette duquel il est à partir de 1919, pour un an et demi, conseiller municipal à Heidelberg, et fait partie d’un conseil d’ouvriers et de soldats. La même année 1919, il obtient un poste de professeur extraordinaire à Heidelberg. C’est aussi à cette époque que se manifeste son souhait de devenir pasteur. Il est en outre actif chez les Socialistes religieux.
En 1922, Ehrenberg entame des études de théologie à Münster, qu’il clôture en 1924 par son deuxième examen théologique. Renonçant à une prometteuse carrière universitaire, il devient en 1925 pasteur de la Christuskirche à Bochum, dans une commune protestante à dominante ouvrière. Il s’engage dans le Kampfbund christlicher Arbeiter (Association de lutte des ouvriers chrétiens), mais quitte le SPD, tenant les activités au sein d’un parti politique pour incompatibles avec sa mission pastorale. Dès 1927, les conférences qu’il prononce sur le thème de l’Église et l’antisémitisme s’accompagnent régulièrement de tumultes organisés par les SA. À la suite d'une de ses conférences, tenue à Hattingen, et intitulée Église et Antisémitisme, une lettre de réclamation dirigée contre lui, renfermant la phrase suivante, est adressée au consistoire de Münster : Nous avons peine à croire que le consistoire suprême de notre Église puisse tolérer qu’un Juif revendiquant sa race se permette, en qualité de prêtre évangélique, de faire la leçon, sous un angle racial, aux Chrétiens évangéliques allemands sur le point de l’antisémitisme politique.

### De 1933 à 1945
Après la prise de pouvoir par les nationaux-socialistes, Ehrenberg est un des cofondateurs de l’Église confessante. Dès mai 1933, conjointement avec quatre autres pasteurs westphaliens, il participe à la rédaction de la Profession de foi de Bochum, la première en son genre, qui contient un rejet de l’idéologie nationale-socialiste et revendique les racines judaïques du christianisme. En juillet 1933, il publie, à compte d’auteur, ses 72 Leitsätze zur judenchristlichen Frage (litt. 72 Principes directeurs sur la question judéo-chrétienne), ouvrage par lequel il prend très nettement position contre l’antisémitisme, tout en exigeant la même attitude de la part de l’Église évangélique. Cédant à la pression du NSDAP autant qu’à celle des autorités ecclésiastiques protestantes sous l'influence des Chrétiens allemands, et après que même le Conseil confrérial westphalien de l’Église confessante lui ait conseillé de le faire, il prend lui-même l’initiative en 1937 de demander sa mise à la retraite. Ehrenberg poursuit cependant ses activités pour l’Église confessante ; les pasteurs de Bochum qui se réclament de celle-ci se déclarent publiquement solidaires avec lui.
En septembre 1938, il se voit frappé d’une interdiction totale de prédication et de parole. Son domicile est saccagé lors de la nuit de Cristal en 1938, et lui-même est conduit peu de jours après au camp de concentration de Sachsenhausen. En 1939, il peut, grâce à l’intervention et la caution de l’évêque de Chichester, George Bell, émigrer en Angleterre, où sa famille le rejoint peu de temps après. Le mouvement œcuménique, la future unification des Églises, devient alors pour lui une préoccupation de plus en plus importante.

### Après-guerre
Après la Deuxième Guerre mondiale, en 1947, Ehrenberg retourne en Allemagne, où il travaille comme pasteur dans l’enseignement pour adultes à Bielefeld-Gadderbaum. En 1953, il revient à Heidelberg, où il meurt en 1958.

## Importance
Hans Ehrenberg est un des rares théologiens évangéliques allemands, y compris au sein même de l’Église confessante, à s’opposer clairement et publiquement à l’antisémitisme des nationaux-socialistes et à prendre la défense des Juifs, tout en enjoignant vigoureusement à son Église de faire de même. Il critique également l’antijudaïsme chrétien et s'applique à mettre en relief les éléments communs au judaïsme et au christianisme. En outre, ce qui le démarque de l’Église de son époque, est l’intérêt particulier qu’il porte aux problèmes des ouvriers.
Parallèlement à son activité pratique de théologien, Ehrenberg publie de son vivant nombre d’articles et d’essais de philosophie et de théologie.
En son honneur et en son souvenir, le lycée de Bielefeld-Sennestadt, qui se situe dans la circonscription de l’Église évangélique westphalienne, porte son nom depuis 1963.
Les papiers et documents laissés par Hans Ehrenberg après sa mort reposent dans les archives de l’Église protestante régionale à Bielefeld.

## Prix Hans-Ehrenberg
Depuis l’année 2000, la circonscription évangélique de Bochum décerne tous les deux ans, en concertation avec la Société Hans-Ehrenberg, dans la Christuskirche à Bochum, le prix Hans-Ehrenberg, doté de 5 000 euros, à des personnes qui, dans les débats publics, s’attachent à défendre des points de vue authentiquement protestants et à les incarner tant dans les discussions sociétales actuelles et dans la science interdisciplinaire, que dans le domaine de l’action religieuse.
Ont été jusqu’ici distingués par ce prix :
- 2000: le professeur Günter Brakelmann
- 2002: le Präses Manfred Kock et le cardinal Karl Lehmann
- 2004: le journaliste Robert Leicht
- 2006: Aktion Sühnezeichen Friedensdienste
- 2009: Edna Brocke

## Liens externes

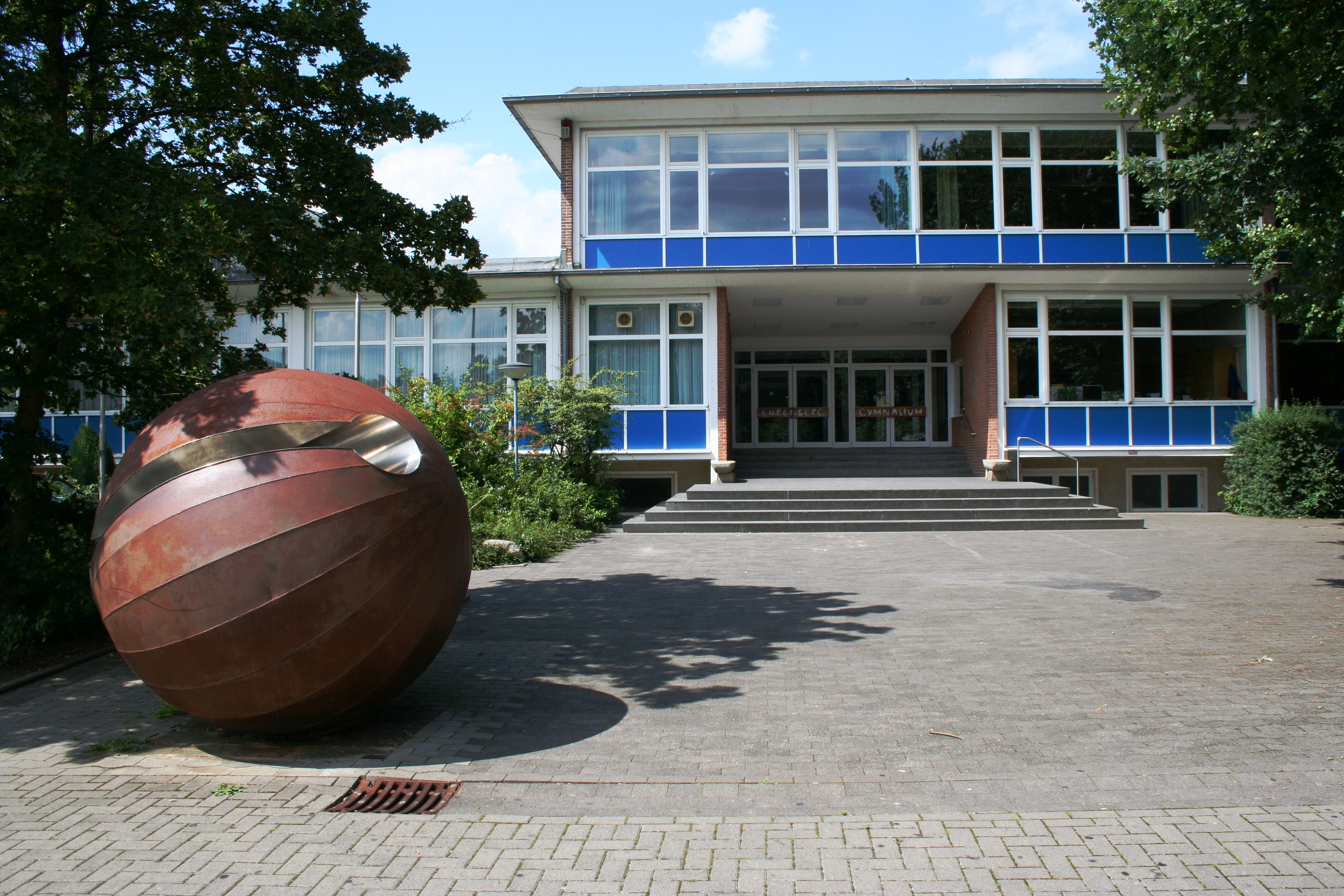
Lycée Hans Ehrenberg à Bielefeld.